# Rudi Liesdek
Rudi Liesdek (Paramaribo, 4 mei 1941 – Beverwijk, 29 januari 2025) was een Surinaams-Nederlands bodybuilder.

## Biografie
Bij Surinaamse kampioenschappen bodybuilding van de SBWB werd hij als tweede van zijn familie nationaal kampioen, na zijn neef August Wesenhagen. In 1966 was hij de winnaar van de nationale titel Mr. Suriname.
In 1969 vertrok hij naar Nederland, waar hij werkte bij Hoogovens.
Liesdek eindigde in de top drie bij Nederlandse nationale kampioenschappen in 1970, 1971, 1972, 1977, 1980 en 1981. In 1971 werd hij door een internationale jury in het Rotterdamse Palacegebouw verkozen tot Mr. Holland. Het Vrije Volk omschreef hem in 1971 als volgt: ... dan had Rudy Liesdek meer been, die had eigenlijk alles meer ... Zijn zwellingen waren veelvuldiger, mooier en ronder. 'Hij heeft een betere definitie'; 'Hij is mooi drooggetraind.' 
Ook nam hij deel aan de World Amateur Championships-IFBB LightWeight 1978 en de World Amateur Championships-IFBB MiddleWeight 1979.

## Palmares
Liesdek won meer dan 150 bekers en trofeeën. Hieronder volgt een selectie:
- 1966: Mr. Suriname - SBWB, 1e
- 1970: Mr. Europe - IFBB, Essen, Germany, Medium Class 2, 7e[9]
- 1970: Holland Nationals - NBBF, Short, 2e[10]
- 1971: Holland Nationals - NBBF, Overall Winner
- 1971: Holland Nationals - NBBF, Short, 1e
- 1971: Mr. Hercules - IFBB, 1e[11]
- 1971: Mr. Holland - IFBB, 1e
- 1972: Mr. Holland - IFBB, 1e
- 1972: Mr. Randstad - NBBF, 1e[12]
- 1972: Mr. International - IFBB, 3e[6]
- 1977: Mr. Hercules - IFBB, 1ste[6]
- 1978: World Amateur Championships - IFBB, LightWeight, 14e
- 1979: World Amateur Championships - IFBB, MiddleWeight, 22e
- 1980: Holland Grand Prix - NBBF, LightWeight, 3e
- 1980: Holland Nationals - NBBF, LightWeight, 1e
- 1981: Holland Grand Prix - NBBF, LightWeight, 2e
- 1981: Holland Nationals - NBBF, LightWeight, 3e
- 1982: Holland Grand Prix - NBBF, MiddleWeight, 5e